# Margarita (sziget)

Nueva Esparta szövetségi állam szigetei

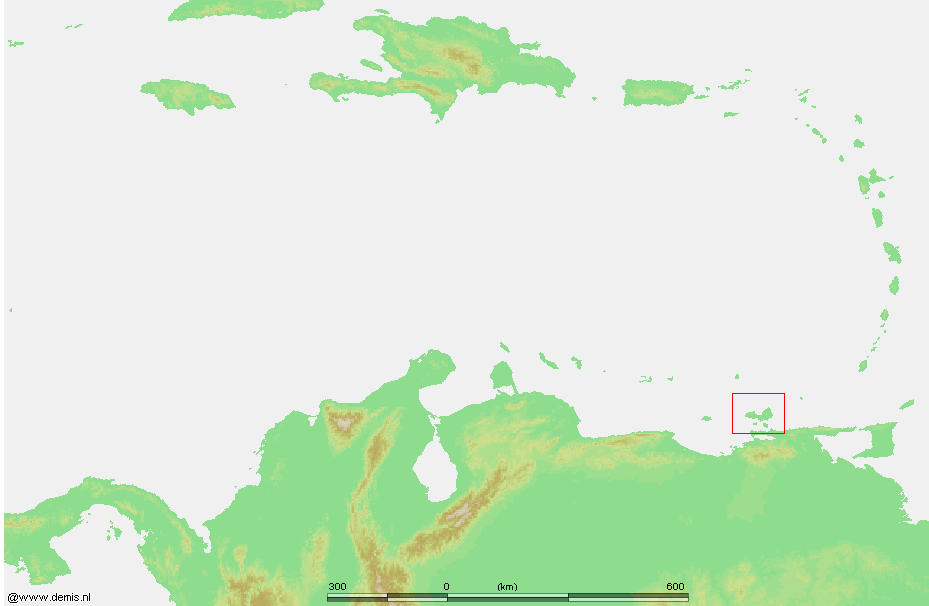
Nueva Esparta szövetségi állam helyzete a Karib-tengerben

Margarita egy Venezuelához tartozó sziget a Karib-tengerben, az ország partvonala előtt sorakozó szigetek legnagyobbika.

## Természetföldrajzi helyzete
A szárazföldtől 35 km-rel északra fekszik; egyes nyelvterületeken a Szélcsendes-szigetek közé számítják. Mintegy 70 km hosszú és 35 km széles; területe 957 km². A Venezuelai-Andok vonulatának részeként voltaképpen két, a tengerből mintegy 800 m magasra kiemelkedő rögből áll, amiket keskeny homokgát (Macañao-földhíd) köt össze.
A sziget nyugati része száraz, sivatagos; keleti fele csapadékos, termékeny.

## Közigazgatása
A Szigetek adminisztratív régióban két, tőle délre (tehát Margarita és a kontinens között) fekvő, kisebb szigettel (Tubagua, Coche) együtt alkotja Nueva Esparta (Új Spárta) szövetségi államot. Lakossága 1998-ban 321 600 fő volt, a 2010-es évekre megközelítette a 400 ezret. Fővárosa La Asunción (2011-ben 28 513 lakossal),[forrás?] legnépesebb települése Porlamar (2011-ben 97 830 lakossal).[forrás?]
A sziget nyugati része gyéren lakott; a lakosság zöme a keleti rögön összpontosul.

## Története
A szigetet Kolumbusz fedezte fel 1498-ban.
Az 1500-as években tengeri rablók telepedtek meg rajta.
Fő gazdasági ága sokáig a gyöngyhalászat volt; ma mezőgazdasága és idegenforgalma jelentős. Utóbbit jelentősen elősegítette, hogy 1975-ben az egész szigetet szabadkikötővé nyilvánították.